# Maxime Bourgeois
Pour les articles homonymes, voir Bourgeois.
Maxime Bourgeois est un footballeur français né le 3 février 1991 à Sucy-en-Brie (France). Il est passé par les sélections nationales françaises de jeunes. Il joue comme milieu offensif ou comme attaquant.

## Biographie

### Formation
Maxime Bourgeois commence la pratique du football à l'âge de cinq ans dans le club de la ville où il a grandi, le FC Brunoy. Après avoir passé une année au club, il rejoint le club de l'ASPTT Villecresnes. Maxime Bourgeois réalise de bonnes performances dans ce club et, en conséquence, attire l'intérêt du club professionnel de l'US Créteil-Lusitanos, qui offre au joueur une place dans sa section élite. Après avoir eu des discussions avec les parents pour le faire venir à Créteil, ses derniers refusèrent ce mouvement pour garder le jeune joueur près de leur domicile. Après deux années de plus passés à l'ASPTT Villecresnes, il est autorisé à se rendre à l'US Créteil-Lusitanos. Malgré des débuts difficiles, Maxime Bourgeois devient un des joueurs les plus recherchés du club.

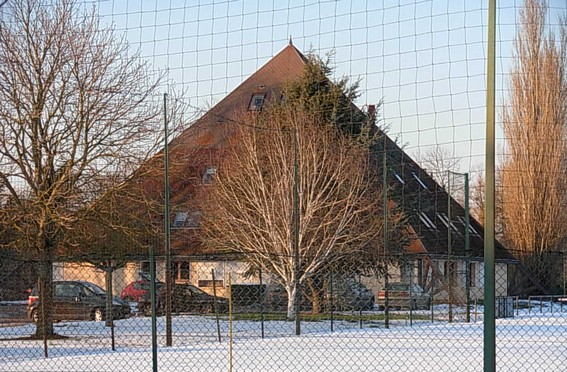
L'ancien centre de formation de l'AJ Auxerre.

Après deux années passées au club, il suscite l'intérêt de clubs de Ligue 1 comme le Paris Saint-Germain, Lille, Strasbourg et Monaco. Il est ensuite repéré par un autre club de Ligue 1, Auxerre, lors d'un tournoi de jeunes. Auxerre et le système de formation du club étant nationalement reconnu, Maxime Bourgeois accepte de se rendre à Auxerre et intègre un an plus tard le centre de formation. En 2006 il dispute la Coupe nationale des 14 ans avec la Ligue de Bourgogne. En 2007 il signe un contrat aspirant de deux ans, jusqu'à l'âge de dix huit ans.

### AJ Auxerre
Maxime Bourgeois commence avec l'équipe 16 ans de l'AJ Auxerre. Son jeu cohérent lui permet d'être promu dans l'équipe des 18 ans pour la saison 2008-09. Il décroche un baccalauréat scientifique, sans mention, en 2009. La saison suivante, il est promu dans l'équipe de CFA et fait ses débuts le 8 août 2009 lors de son entrée en jeu à la 59e minute dans un match nul 1-1 contre Mantes. Il marque son premier but en CFA le 30 août 2009 contre La Vitréenne à la 69e minute (but égalisateur). La semaine suivante, il marque à nouveau, cette fois contre Quimper Cornouaille. Auxerre remporte le match 2-1.
En raison de sa place de plus en plus importante dans la réserve auxerroise, le 16 octobre 2009, l'entraîneur Jean Fernandez appelle le joueur pour le match de l'équipe première en championnat contre Bordeaux,. Il n'entre pas en jeu au cours durant ce match, mais réalise sa première rentrée le Paris Saint-Germain le 28 novembre 2009. Maxime Bourgeois y fait ses débuts professionnels au cours de ce match en remplaçant à la 87e minute Aurélien Capoue. Auxerre perd le match 0-1. Lors de cette saison il fait cinq entrées en jeu et réalise une passe décisive lors de la dernière journée qui permit à Auxerre de se qualifier pour le tour de barrage de la Ligue des champions. En 2010 il dispute le Tournoi de Toulon et décroche la troisième place.
Maxime Bourgeois commence la saison 2010-2011 comme remplaçant au sein de l'équipe première de l'AJ Auxerre. Erick Mombaerts, le sélectionneur de l'équipe de France espoir le sélectionne pour un stage de sélection le 5 octobre 2010 à Clairefontaine. La Ligue des champions et le turn-over qu'elle implique permet de revoir des joueurs qui avaient peu de temps de jeu comme Maxime Bourgeois. Sa première titularisation de la saison a lieu à la fin d'octobre lors des huitièmes de finale de la Coupe de la Ligue contre le SC Bastia au stade de l'Abbé-Deschamps (victoire 4-0 de l'AJA), pour permettre à Jean Fernandez de faire reposer les cadres de l'équipe.

### La Berrichonne de Châteauroux
En juin 2011, à la suite de bonnes performances au Tournoi de Toulon avec l'équipe de France espoirs, il est repéré par La Berrichonne de Châteauroux (club de Ligue 2), qui obtient son prêt de l'AJ Auxerre pour un an sans option d'achat. Ce prêt devrait permettre au joueur de progresser et de gagner du temps de jeu. Il entame son premier match en tant que titulaire lors de la deuxième journée de Ligue 2 le 5 août 2011 contre le CS Sedan Ardennes. Lors du match de championnat suivant, il marque son premier but pour La Berrichonne contre le FC Tours à la 91e minute pour une victoire 2 à 1 pour Châteauroux. En novembre 2011, il est convoqué pour rejoindre un stage de l'équipe de France U20 en Israël du 7 au 14 novembre et pour également affronter à deux reprises l'équipe d'Israël des U20. Le 22 août 2014, il quitte Châteauroux pour le Stade lavallois.

### Stade lavallois
Après une saison décevante (neuf titularisations, un but en championnat), où il perd sa place de titulaire en fin d'année, le Stade lavallois annonce la résiliation de son contrat le 13 août 2015. Libre, il s'entretient avec Sainte-Geneviève (CFA2) avant d'être mis à l'essai par l'US Créteil fin septembre.

### US Créteil
Libre de tout contrat , il s'engage le 29 octobre 2015 à l'US Créteil.

### Statistiques
| Saison      | Club            | Pays   | Championnat | Championnat | Championnat | Championnat  | Championnat  | Coupe d'Europe | Coupe d'Europe | Coupe d'Europe | Coupes nationales | Coupes nationales | Coupes nationales |
| Saison      | Club            | Pays   | Division    | Matchs      | Buts        | Cartons      | Cartons      | Type           | Matchs         | Buts           | Matchs            | Buts              |                   |
| ----------- | --------------- | ------ | ----------- | ----------- | ----------- | ------------ | ------------ | -------------- | -------------- | -------------- | ----------------- | ----------------- | ----------------- |
| Saison      | Club            | Pays   | Division    | Matchs      | Buts        | Carton jaune | Carton rouge | Type           | Matchs         | Buts           | Matchs            | Buts              |                   |
| 2009 - 2010 | AJ Auxerre      | France | Ligue 1     | 5           | 0           | 2            | 0            | -              | -              | -              | 0                 | 0                 |                   |
| 2010 - 2011 | AJ Auxerre      | France | Ligue 1     | 3           | 0           | 0            | 0            | C1             | 1              | 0              | 2                 | 0                 |                   |
| 2011 - 2012 | LB Châteauroux  | France | Ligue 2     | 33          | 9           | 1            | -            | -              | -              | -              | 5                 | 5                 |                   |
| 2012 - 2013 | AJ Auxerre      | France | Ligue 2     | 23          | 0           | 2            | 0            | -              | -              | -              | 3                 | 0                 |                   |
| 2013 - 2014 | LB Châteauroux  | France | Ligue 2     | 33          | 5           | 4            | 0            | -              | -              | -              | 1                 | 0                 |                   |
| 2014 - 2015 | LB Châteauroux  | France | Ligue 2     | 1           | 0           | 0            | 0            | -              | -              | -              | 0                 | 0                 |                   |
| 2014 - 2015 | Stade lavallois | France | Ligue 2     | 16          | 1           | 1            | 1            | -              | -              | -              | 2                 | 2                 |                   |
| 2015 - 2016 | USL Créteil     | France | Ligue 2     | 4           | 0           | 0            | 0            | -              | -              | -              | -                 | -                 |                   |